# Sébastien Vaillant
Sébastien Vaillant (Vigny (Val-d'Oise), 26 de maig de 1669 – París, 20 de maig de 1722) va ser un botànic francès.
Vaillant estudià medicina a Pontoise, i després es traslladà a París per a exercir-hi la cirurgia, i on estudià botànica al Jardí Reial de les Plantes Medicinals com a deixeble de Joseph Pitton de Tournefort.
Vaillant passà a ser part de l'equip del Jardí Reial el 1702, passant a ser sub-mostrador de plantes el 1708. En el seu discurs inaugural, Vaillant exposà la reproducció de les plantes i els òrgans florals i feu analogies amb la reproducció animal.
Carl von Linné (1707-1778) va dir que la reproducció sexual de les plantes la va aprendre de les teories de Vaillant.
El 1714, obtingué permís per construir un hivernacle i cultivar-hi plantes suculentes, i el 1716 fou admès a l'Acadèmia de Ciències francesa.
Emmalaltí i com era massa pobre per publicar la seva obra 'Botanicon parisiensis' (catàleg de plantes de París i els seus voltants) il·lustrada per Claude Aubriet, fruit de 36 anys de feina, va deixar aquesta obra a Herman Boerhaave (1668–1738). Es publicà el 1727. Vaillant introduí els termes botànics de stamen (estam), ovari i òvul.
Tota la seva vida s'oposà a les teis de Tournefort; però aquest qui li dedicà, tanmateix, el gènere Valantia que Linneu més tard canviaria per Vaillantia (família Rubiaceae).